# Tiên Tiên
Huỳnh Nữ Thủy Tiên (sinh ngày 23 tháng 1 năm 1991), thường được biết đến với nghệ danh Tiên Tiên, là một nữ ca sĩ, nhạc sĩ kiêm nhà sản xuất thu âm người Việt Nam. Cô là nghệ sĩ đã giành được năm đề cử và chiến thắng ở một hạng mục của giải Cống hiến.

## Tiểu sử
Tiên Tiên từng theo học tại trường Soul Academy của ca sĩ Thanh Bùi, cô cũng là một trong những học sinh ưu tú và nhận được học bổng âm nhạc năm 2014. Tiên Tiên sở hữu một chất giọng đặc biệt và có khả năng sáng tác, chơi nhiều nhạc cụ khác nhau.
Vào những năm 2015 và 2016, cô liên tục phát hành những đĩa đơn mang hiệu ứng tích cực từ người hâm mộ.
Cuối năm 2018, cô cho ra mắt album đầu tiên "Chill With Me" và tổ chức concert tại 2 thành phố lớn (Sài Gòn/Hà Nội) để ra mắt album.
Cô đã chơi series live looping tất cả những bài hát trong album và chiến thắng hoàn toàn trái tim người yêu nhạc.
Năm 2025, cô tham gia Em xinh "say hi".

## Danh sách đĩa nhạc

### Album phòng thu
- Chill with Me (2018)

### Đĩa mở rộng
- Nhạc của chung (với Trang) (2019)

### Đĩa đơn
- My Everything (2015)
- My Everything (Remix Version) (2015)
- Say You Do [1] (2015)
- Vì tôi còn sống (2015)
- Vì tôi còn sống (Remix) (2015)
- Đi về đâu (2017)
- Trái tim vàng son (2017)
- Về với em đi (2017)
- I Lab You (2018)
- Chắc anh đang (với Trang) (2018)
- Over You (2018)
- Em không thể (2018)
- Đâu cần một bài ca tình yêu (với Trang) (2019)
- Cần gì hơn? (với JustaTee) (2020)
- I Don't Wanna Miss You (với Trang) (2020)
- Lo Xa (2020)
- Damn Good (2021)

### Sáng tác
- Chưa bao giờ[2] (Trung Quân Idol)
- Gọi mưa (Trung Quân Idol)
- Giữ em đi (Thùy Chi)
- Lỡ mai này (Quốc Thiên)
- Mùa yêu cũ (Trung Quân Idol)

## Giải thưởng

### Giải thưởng Âm nhạc Cống hiến
| Năm  | Hạng mục              | Đề cử cho       | Kết quả   |
| ---- | --------------------- | --------------- | --------- |
| 2016 | "Nghệ sĩ mới của năm" | Tiên Tiên       | Đoạt giải |
| 2016 | "Bài hát của năm"     | "My Everything" | Đề cử     |
| 2018 | "Bài hát của năm"     | "Đi về đâu"     | Đề cử     |
| 2019 | "Bài hát của năm"     | "Em không thể"  | Đề cử     |
| 2019 | "Nhạc sĩ của năm"     | Tiên Tiên       | Đề cử     |

### Zing Music Awards
| Năm  | Hạng mục                                             | Đề cử cho     | Kết quả   |  |
| ---- | ---------------------------------------------------- | ------------- | --------- |  |
| 2015 | Ca khúc của năm                                      | My Everything | Đoạt giải |  |
| 2015 | Nghệ sĩ mới của năm                                  | Tiên Tiên     | Đoạt giải |  |
| 2015 | Ca khúc Soul/R&B được yêu thích                      | Say You Do    | Đề cử     |  |
| 2015 | Ca khúc đứng đầu nhiều tuần nhất trong bảng xếp hạng | Say You Do    | Đề cử     |  |
| 2015 | Ca khúc được chia sẻ nhiều nhất cộng đồng mạng       | Say You Do    | Đề cử     |  |
| 2015 | Nhạc sĩ có nhiều tác phẩm được yêu thích             | Tiên Tiên     | Đoạt giải |  |
| 2017 | Ca khúc Rap/Hiphop được yêu thích                    | I Lab You     | Đề cử     |  |

### WeChoice Awards
| Năm  | Hạng mục                           | Đề cử cho       | Kết quả   |  |
| ---- | ---------------------------------- | --------------- | --------- |  |
| 2015 | Đại sứ truyền cảm hứng             | Tiên Tiên       | Đoạt giải |  |
| 2015 | Nhân vật truyền cảm                | Tiên Tiên       | Đoạt giải |  |
| 2015 | Top 5 nghệ sĩ có hoạt động đột phá | Tiên Tiên       | Đoạt giải |  |
| 2015 | Playlist truyền cảm hứng           | Vì tôi còn sống | Đoạt giải |  |
| 2015 | Playlist truyền cảm hứng           | Say You Do      | Đề cử     |  |
| 2018 | Music Video được yêu thích         | Em không thể    | Đề cử     |  |

### Làn Sóng Xanh
| Năm  | Hạng mục                                     | Đề cử cho    | Kết quả   |  |
| ---- | -------------------------------------------- | ------------ | --------- |  |
| 2015 | Top 10 nhạc sĩ                               |              | Đoạt giải |  |
| 2015 | Single của năm                               | Say You Do   | Đề cử     |  |
| 2015 | Bài hát hiện tượng                           | Say You Do   | Đoạt giải |  |
| 2015 | Tác giả có nhiều ca khúc được yêu thích nhất |              | Đoạt giải |  |
| 2018 | Hòa âm phối khí                              | Em không thể | Đề cử     |  |
| 2018 | Sự kết hợp xuất sắc                          | Em không thể | Đề cử     |  |

### Các giải khác
- Bài hát yêu thích tháng 1 của Bài hát yêu thích 2015
- Ca sĩ đột phá YAN Vpop 20 Awards năm 2015